# District d'Abay (oblys de Karaganda)
Pour l’article homonyme, voir District d'Abaï (Kazakhstan-Oriental).
Le  district d’Abaï (en kazakh : Абай ауданы, en russe : Абайский район) est un district de l'oblys de Karaganda au centre du Kazakhstan. Son centre administratif est la localité d’Abay. 

## Histoire
D’abord appelé Mitchoury lors de sa création le 21 mars 1973 (le chef-lieu était alors la localité de Topar), le district prend le nom de son nouveau chef-lieu en 1997.

## Démographie
Le recensement de 2010 (54 725 habitants) montre une population en régression par rapport à 1999 (65 306 habitants).
En 2010, la population du district était composée de Russes (46 %), de Kazakhs (30 %), d’Ukrainiens (7 %), de Tatars (5 %), d’Allemands (3 %) et de Biélorusses (3 %). Les autres ethnies (Tchéchènes, Azéris, Coréens, Tchouvaches Lituaniens, Moldaves et Ouzbeks) représentant individuellement moins de 1 % du total.